# Hanne-Vibeke Holst
Hanne-Vibeke Holst (født 21. februar 1959 i Hjørring, Danmark) er en dansk forfatter og uddannet journalist, som har været ansat på Berlingske Tidende og Søndags B.T.
Hun modtog De Gyldne Laurbær i 2009 for Dronningeofret, og også i 2009 modtog hun Danners ærespris, da hun i sin roman Kongemordet ifølge direktør i Danner, Vibe Klarup Voetmann, "har bidraget stort til at bryde tabuet om vold mod kvinder".

## Karriere
I 1977 fik hun sin studentereksamen fra Brønderslev Gymnasium og dimitterede i 1984 fra Danmarks Journalisthøjskole. Hun arbejdede efterfølgende på hhv. Berlingske Tidende og Søndags B.T., indtil hun fra 1987 arbejdede som selvstændig. Hun har bl.a. været klummeskribent for Alt for Damerne, debattør og skribent Politiken samt skrevet flere bøger, tv og teater og har gennem tiden fået flere positive anmeldelser..
Hanne Vibeke Holst debuterede i 1980 med ungdomsromanen Hejsa, Majsa!. I 1990 skrev hun manuskriptet til filmen Dagens Donna. I 2013 udkom romanen Knud, den store, som skildrer hendes far Knud Holst. I 2017 udgav hun bogen Som pesten, der handler om en livsfarlig epidemi. Den er en spændingsroman, som skildrer mennesket udsat for katastrofen. I 2021 fortalte Hanne Vibeke Holst om sin personlige involvering i forfatterskabet og sine overvejelser over livet, i et interview med Svend Brinkmann på Danmarks Radios P1.
Hun har i løbet af sin karriere særligt markeret sig som en forkæmper for feminismen og matriarkatet. Hanne Vibeke Holst er blandt andet blevet tildelt Søren Gyldendal Prisen i 2003 og De Gyldne Laurbær i 2009 samt Læsernes Bogpris i 2009.
I 2022 udgav Holst den anmelderroste bog Kriger uden maske, der handler om billedhuggeren Sonja Ferlov.

## Tidlige liv
Hanne-Vibeke Holst blev født den 21. februar 1959 i Hjørring som datter af forfatterparret Knud Holst og Kirsten Holst.

## Privat
Hanne-Vibeke Holst blev i 1984 gift med Laurs Nørlund, men er i dag (pr. oktober 2019) gift med filmfotograf Morten Bruus.